# (22354) Sposetti
(22354) Sposetti ist ein Asteroid des Hauptgürtels, der am 31. Oktober 1992 vom deutschen Astronomen Freimut Börngen an der Thüringer Landessternwarte Tautenburg (IAU-Code 033) entdeckt wurde.
Der Asteroid ist nach dem Schweizer Amateurastronomen Stefano Sposetti (* 1958) benannt, der im Kanton Tessin lebt und arbeitet und im März 2004 Aufnahmen vom Vorbeiflug des Aten-Asteroiden 2004 FH bei seiner Annäherung an die Erde anfertigte.